# Sonic the Hedgehog (spelserie)

Guldringar är Sonic-spelens samlarobjekt och finns utspridda i spelbanorna. Om spelaren har minst en ring på sig kan ringen absorbera skador från fiender eller skadliga föremål, istället för att dö, och därmed förlora ett liv. Vid den tidpunkten blir spelarens alla ringar utspridda.

Sonic the Hedgehog är en tv-spelserie skapad av Sega, som handlar om den blåfärgade igelkotten med samma namn som bland annat är känd för sin snabbhet. Historien bakom Sonic var den att Sega behövde en maskot som skulle kunna bli deras svar på värsta konkurrenten Nintendos maskot Mario. En tävling utlystes för att formge den bästa maskoten. Bilden av igelkotten visades upp av en medarbetare efter flera ganska misslyckade figurer, och Sonic var därmed ett faktum. Det första spelet med Sonic hette just Sonic the Hedgehog och kom till Sega Mega Drive 1991. Det var revolutionerande i och med den blixtsnabba farten. Uppföljaren Sonic the Hedgehog 2 kom året därpå och introducerade Sonics kompanjon Tails.

## Spel (urval)
- 1991 - Sonic the Hedgehog (Mega Drive)
- 1992 - Sonic the Hedgehog 2 (Mega Drive)
- 1994 - Sonic the Hedgehog 3 ((Mega Drive)
- 1994 - Sonic & Knuckles (Mega Drive)
- 1998 - Sonic Adventure (Dreamcast)
- 2001 - Sonic Adventure 2 (Dreamcast)
- 2017 - Sonic Forces
- 2022 - Sonic Frontiers

## Figurer
- Sonic the Hedgehog är seriens protagonist. Han är en blå antropomorfisk igelkott som är känd som världens snabbaste igelkott och han är endast klädd i röda skor och vita handskar.
- Dr. Eggman (också känd som Dr. Ivo Robotnik i västvärlden fram till Sonic Adventure) är Sonic-världens konstanta antagonist. Han är en galen vetenskapsman som vill ta över världen med hjälp av sina robotar. Hans speldebut var i Sonic the Hedgehog 1991, då han agerade som nivåboss i den tredje akten av varje zon i spelet.
- Miles "Tails" Prower är en antropomorfisk räv med två svansar som hjälper Sonic genom sin tekniska kunskap och sin förmåga att flyga. Hans speldebut var i Sonic the Hedgehog 2, där han följde efter spelaren tätt inpå.
- Amy Rose är en rosa antropomorfisk igelkott som tror hon är Sonics flickvän. Ursprungligen döpt till Amy The Rascal. Hennes speldebut var i Sonic the Hedgehog CD, där hon blev kidnappad av Metal Sonic.
- Metal Sonic är Dr. Robotniks mästerliga robotkopia av Sonic. Hans speldebut var i Sonic the Hedgehog CD där han kidnappade Amy.
- Knuckles the Echidna är ett rött antropomorfisk myrpiggsvin som till en början fyllde rollen som Sonics jämnstarka rival, men senare blev en av igelkottens närmaste vänner. Hans speldebut var i Sonic the Hedgehog 3, där han hjälpte Dr. Eggman att försöka stoppa Sonic.
- Shadow the Hedgehog är en svart antropomorfisk igelkott som har tagit Knuckles roll som Sonics rival. Han är notabel eftersom han inte kan åldras och är skapad som den "ultimata livsformen". Han använder ofta skjutvapen. Hans speldebut var i Sonic Adventure 2, där han var en spelbar figur i mörka handlingen (Dark Story).
- Rouge the Bat: är en vit antropomorfisk fladdermus som är spion för den lokala regeringen, partner med Shadow och rival till Knuckles. Hennes speldebut var i Sonic Adventure 2, där hon var en spelbar figur i mörka handlingen (Dark Story).
- Chaotix är ett i regel ganska knasigt gäng detektiver, bestående av medlemmarna Espio the Chameleon, Vector the Crocodile och Charmy Bee. I gängets speldebut Knuckles' Chaotix så ingår även Mighty the Armadillo och Knuckles The Echidna i gänget.
- Silver the Hedgehog är en silvrig antropomorfisk igelkott från framtiden som har en huvudroll i sin debut Sonic the Hedgehog (2006), där han även är spelbar. Han är inte lika snabb som Sonic eller Shadow men han använder sig av psykiska krafter för att både skydda sig själv och sina vänner och som offensiva vapen.
- Cream The Rabbit är en sexårig antropomorfisk kanin som alltid har sin trogne Cheese the Chao till sin hjälp. Hennes debut är i Sonic Advance 2, där hon var en spelbar figur.
- Vanilla The Rabbit är en antropomorfisk kanin, och mamma till Cream the Rabbit. Hennes speldebut är i Sonic Advance 2, där hon blev bortrövad av Dr. Eggman.
- Vector The Crocodile är en antropomorfisk krokodil som är bland annat med i gänget Chaotix
- Blaze the Cat är en antropomorfisk katt och sågs för första gången 2005 i spelet Sonic Rush.

## Andra medier

### Animerade TV-serier
Sonic har även kommit ut som sex animerade tv-serier, Adventures of Sonic the Hedgehog, Sonic the Hedgehog, Sonic Underground, Sonic X, Sonic Boom och Sonic Prime.
- I Adventures of Sonic the Hedgehog försöker Dr. Robotnik och hans tre korkade robotassistenter förgöra den snabba igelkotten men misslyckas hela tiden. Serien visades på Filmnet och TV3 i Sverige. Serien släpptes år 2007 på DVD.
- Sonic the Hedgehog är en betydligt mörkare serie, i vilken hela planeten Mobius har tagits över av Dr. Robotniks arméer som transformerat befolkningen till robotar, och Sonic och ett gäng frihetskämpar kämpar för att rädda Mobius. Serien visades på TV3. Serien släpptes år 2007 på DVD.
- Sonic the Hedgehog (OVA) är en två delar OVA-adaption som hade premiär i Japan 1996 och i USA 1999.
- I Sonic Underground har Sonic två syskon, Sonia och Manic, med vilka han driver en musikgrupp. Serien släpptes år 2007 på DVD.
- Sonic X är en anime med Sonic. I denna serie förekommer även många figurer från de nyare Sonic Adventure-spelen. Serien har visats på Kanal 5 och på Jetix. Serien släpptes år 2005 på DVD.
- Sonic Boom är en 3D-animerad serie.
- Sonic Prime är en 3D-animerad serie.

### Film
- Figuren har cameoroller i filmerna Röjar-Ralf, Röjar-Ralf kraschar internet och Ready Player One.
- 2020 – Sonic the Hedgehog
- 2022 – Sonic the Hedgehog 2
- 2024 – Sonic the Hedgehog 3